# When the Party's Over
When the Party's Over (titulada en castellano Relaciones cruzadas en España) es una comedia dramática protagonizada por Sandra Bullock y Rae Dawn Chong, y dirigida por Matthew Irmas, que se estrenó el 12 de marzo de 1993 en Estados Unidos.

## Argumento
En una fiesta de fin de año en un glamoroso barrio de la ciudad de Los Ángeles viven un grupo de bellos adolescentes, entre los que destacan M. J (Rae Dawn Chong), una ejecutiva; y Amanda (Sandra Bullock), una pintora. Ambas tienen una visión algo decepcionante de la vida hasta que una de las dos, M. J. ha descubierto la manera más agradable de aprovechar sus amistades y poder escalar posiciones en el trabajo y conseguir lo que ella quiere en su vida de una forma rápida y sencilla. 
Pero no tardará en darse cuenta de que cuando llegue el amanecer, la música se apague, la fiesta se acabe y sus amistades se vayan, nada será lo que parecía y como consecuencia deberá hacer frente al gran vacío que sentirá en su vida, en la que sólo estará a su lado su única amiga, Amanda.

## Recepción crítica y comercial
En la página de Internet Rotten Tomatoes carece de puntuación porcentual debido a la falta de comentarios suficientes. Sólo existe un comentario, de Dustin Putman, que dice lo siguiente: 

«Una película seria sobre los juicios, problemas y (buenas y malas) experiencias de los jóvenes. No se la puede perder.»
Dustin Putman, crítico de cine.

Estrenada en un solo cine de Estados Unidos recaudó 3.514 dólares, durante una sola semana de exhibición. Se desconoce cuál fue el presupuesto. Fue estrenada en la mayoría de países en televisión, sin tener cabida en los circuitos comerciales de las salas cinematográficas.

## DVD
El DVD fue distribuido en Estados Unidos mediante la compañía Lions Gate y fue puesto a la venta el 21 de mayo de 2002 en dicho país.